# 해석선언
해석선언(interpretative declaration)은 채택된 조약의 특정규정, 문언 또는 사항의 적용에 대하여 복수의 해석이 허용되고 있는 경우에 자국의 해석론을 보이거나 그 중 하나의 해석에 한하여 구속받는다고 하는 의사를 표시하기 위하여 행하는 일반적 선언을 말한다. 본래 해석선언은 이와 같이 자국의 입장을 명확히 하는 것을 뿐 채택된 조약의 문언의 적용을 변경하거나, 배제하기 위한 것은 아니기 때문에 유보와 구별된다. 해석선언은 조약에서 유보가 일반적으로 금지된 경우에 인정되는 경우가 적지 않은바, 특히 제3차 유엔해양법협약은 유보를 금지(제309조)하는 대신 해석선언을 인정하는 명문규정을 두고 있다.(제310조)

## 같이 보기
- 유보 (법)(en)